# Egil Østenstad
Egil Johan Østenstad más conocido como Egil Østenstad (Haugesund, Noruega, 2 de enero de 1972) y es un exfutbolista noruego, que se desempeñó como delantero y que militó en diversos clubes de Noruega, Escocia e Inglaterra.

## Clubes
| Club             | País       | Año         |
| ---------------- | ---------- | ----------- |
| Viking FK        | Noruega    | 1990 - 1996 |
| Southampton      | Inglaterra | 1996 - 1999 |
| Blackburn Rovers | Inglaterra | 1999 - 2001 |
| Manchester City  | Inglaterra | 2001        |
| Blackburn Rovers | Inglaterra | 2002 - 2003 |
| Rangers          | Escocia    | 2003 - 2004 |
| Viking FK        | Noruega    | 2004 - 2005 |

## Selección nacional
Ha sido internacional con la Selección de fútbol de Noruega; donde jugó 18 partidos internacionales y ha anotado 6 goles por dicho seleccionado. Incluso participó con su selección, en 1 Copa Mundial. La única Copa del Mundo en que Østenstad participó, fue en la edición de Francia 1998, donde su selección quedó eliminado en los octavos de final, a manos de su similar de Italia, al caer por 1 a 0 en Marsella.